# عبد الله سبيت
عبد الله بن سبيت لاعب كرة قدم سعودي و يلعب كمدافع و يلعب حالياً مع النادي الفيصلي السعودي.